# 愛爾夏牛
爱尔夏牛（Ayrshire），又稱為埃爾夏牛，屬原牛類，原產英國的古老品種。主要分布在美、加、澳、紐西蘭等國家，埃爾夏牛是芬蘭乳牛業飼養的主要品種。 在台灣首次引進埃爾夏牛是在1897年，當時是由日本引進，其毛色是紅白斑或褐白斑，身體下半部較多白色。